# Benno von Holwede
Benno von Holwede (* 5. Februar 1850 in Braunschweig; † 31. Oktober 1924 ebenda) war ein deutscher Mediziner. Er war von 1895 bis 1924 Leiter des Städtischen Pflege- und Krankenhauses Braunschweig, das später nach ihm benannt wurde.

## Leben und Werk
Holwede wurde als Sohn eines Hauptmanns im Braunschweigischen Jägerbataillon geboren, sein Geburtshaus stand am Ruhfäutchenplatz in Braunschweig. Der Großvater mütterlicherseits war Oberstleutnant Metzner, der unter Herzog Friedrich Wilhelm an der Schlacht bei Quatre-Bras teilgenommen hatte. Holwede besuchte bis 1870 das Gymnasium Martino-Katharineum in seiner Heimatstadt und studierte anschließend Medizin an der Julius-Maximilians-Universität Würzburg, der Philipps-Universität Marburg, der Universität Leipzig und der Eberhard Karls Universität Tübingen. Sein Studium schloss er im Februar 1875 in Würzburg mit dem Staatsexamen ab. Nach sechs Monaten Militärdienst in Göttingen wechselte er als Assistenzarzt an die Universitätspoliklinik Tübingen. Die zweiten sechs Monate Militärdienst leistete er im Winter 1876/1877 in Jena ab und ließ sich anschließend als praktischer Arzt in Braunschweig nieder. Er trat 1878 in den städtischen Dienst ein. Holwede war bis 1895 unter Franz Prael am Städtischen Pflege- und Krankenhaus tätig, nach dessen Tod er die Stelle als leitender Arzt bis zum 1. April 1924 innehatte. Daneben war er als Stadt-, Schul- und Oberarmenarzt tätig. Privat widmete er sich der Schmetterlingskunde, wo er Anerkennung als Forscher fand.

### Ausbau des Städtischen Krankenhauses
Holwedes Arbeitsschwerpunkte waren die Chirurgie und die Kinderheilkunde, ein in Deutschland erst seit 1895 akademisch etabliertes Fach. Er richtete 1897 im Städtischen Krankenhaus eine mustergültige Kinderabteilung ein, aus der die spätere Kinderklinik hervorging.

### Ehrungen
Holwede wurde im Jahre 1900 der Titel eines Sanitätsrats und 1915 der eines Geheimen Sanitätsrats verliehen. Anlässlich seines 70. Geburtstags ernannten ihn die Ärztekammer Braunschweig und der Verein für Gesundheitspflege zu ihrem Ehrenmitglied. Weiterhin wurde er mit dem Ritterkreuz 1. Klasse des Ordens Heinrichs des Löwen und dem Braunschweigischen Kriegsverdienstkreuz ausgezeichnet. Die Pflegehausstraße in Braunschweig, Verbindungsstraße zwischen Königstieg und Chemnitzstraße, wurde 1929 in Holwedestraße umbenannt.